# Tranquillo (Film)
Tranquillo ist ein Schweizer Spielfilm von Jonathan Jäggi aus dem Jahr 2018. Die Tragikomödie thematisiert das Leben eines jungen Erwachsenen in Zürich, der mit einem psychisch bedingten Tinnitus konfrontiert wird.

## Handlung
Im Mittelpunkt steht Peter, ein Mittzwanziger, der in Zürich lebt und Partys organisiert. Sein Alltag ist geprägt von Oberflächlichkeit, Egoismus und ständiger Zerstreuung. Als Peter plötzlich an einem psychogenen Tinnitus erkrankt, gerät sein Leben aus dem Gleichgewicht. Das ständige Pfeifen im Ohr zwingt ihn, seinen Lebensstil zu hinterfragen. Zunächst versucht er, das Problem zu ignorieren und sucht Ablenkung bei Freunden, Partys und kurzen Beziehungen. Doch der Tinnitus verfolgt ihn weiterhin und beeinträchtigt zunehmend seine Beziehungen und sein Wohlbefinden. Erst als Peter sich seinem Zustand stellt, beginnt er, einen Weg zur Veränderung zu finden.

## Hintergrund und Produktion
Der Film wurde mit geringem Budget, aber grosser Leidenschaft realisiert und spielt fast ausschliesslich im Zürcher Trendquartier Kreis 4. Regisseur Jonathan Jäggi behandelt mit Tranquillo das wenig bekannte, aber weit verbreitete Problem des Tinnitus und wirft einen kritischen Blick auf die Sinnsuche einer jungen Generation in der urbanen Gesellschaft.

## Rezensionen
- Neue Zürcher Zeitung vom 11. April 2018
- Radio SRF Virus vom 5. April 2018
- Radio SRF 2 Kultur vom 13. April 2018
- Tsüri vom 2. April 2018
- Nau.ch vom 8. April 2018
- Tages-Anzeiger vom 11. April 2018
- Tagblatt der Stadt Zürich vom 10. April 2018
- pro audito Zürich vom 2. April 2018
- Maximum Cinema vom 28. März und 25. April 2018
- Bluewin vom 5. April 2018
- Bieler Tagblatt vom 22. April 2018
- Tilllate vom 31. März 2018[4]